# Fotbal Club Prahova Ploiești
Il Fotbal Club Prahova Ploiești è stata una società calcistica rumena con sede nella città di Ploiești, fondata nel 1911 e attiva fino al 2000, anno in cui si è sciolta. Ha vinto un campionato nella stagione 1915-16.

## Storia
Il club venne fondato nel 1911 e tre anni più tardi acquisì diversi giocatori dell'United Ploiești, il più forte club della città già vincitore di un campionato.
Il primo campionato a cui prese parte fu quello del 1914-15 concluso al secondo posto (dietro la Româno-Americana Ploiești, anch'essa benificiaria dei giocatori dell'United) e l'anno successivo vinse il titolo in virtù di 5 vittorie ed 1 sconfitta in totale.
Con la riforma del campionato ed il passaggio ai gironi regionali la squadra rimase sempre all'ombra dei club della capitale (contro i quali doveva guadagnarsi l'accesso alle finali nazionali) e riuscì a giocare per il titolo solo nel 1930-31 dove venne però sconfitta dall'UDR Reșița.
Una nuova riforma dei campionati istituì il girone unico. Il Prahova venne ammesso in Divizia B nel 1934-35 dove ottenne un settimo posto nel proprio girone. Fino allo scoppio della seconda guerra mondiale giocò campionati di seconda divisione con l'eccezione del 1936-37 dovo disputò la Divizia C.
Con la ripresa dell'attività agonistica venne ammesso in prima serie dopo aver vinto uno spareggio 2-1 contro il Gloria CFR Galați e la Divizia A 1946-1947 fu l'ultimo campionato nel massimo livello calcistico, concluso al penultimo posto con 11 punti fatti in 26 partite. Giocò nella seconda serie, cambiando nome diverse volte, fino al 1962-63 quando fu squalificato dalla federazione per comportamento illegale e relegato nei campionati provinciali.
Fu promosso in divizia C nel 1968 e in divizia B nel 1975 dove rimase tre anni prima di una nuova retrocessione. Per tutti gli anni ottanta alternò campionati in queste divisioni fino al 1995 quando fu retrocesso nei gironi provinciali. Il club si fuse nel 1999 con una locale squadra diventando Argus Ploiești e l'anno successivo si sciolse.

## Nomi ufficiali della squadra
Nel corso della sua esistenza il club ha avuto i seguenti nomi ufficiali:
- 1911 - Prahova Ploiești
- 1947 - Concordia Ploiești
- 1950 - Flacăra Ploiești
- 1954 - Metalul Ploiești
- 1955 - Flacăra 1 Mai Ploiești
- 1956 - Metalul 1 Mai Ploiești
- 1957 - Energia 1 Mai Ploiești
- 1958 - Prahova Ploiești
- 1999 - Argus Ploiești

## Palmarès

### Competizioni nazionali
- Campionato rumeno: 1

1915-1916

### Altri piazzamenti
- Campionato rumeno:

Secondo posto: 1914-1915
Terzo posto: 1920-1921
Semifinalista: 1930-1931